# Hönningen
Hönningen là một đô thị thuộc huyện Ahrweiler, bang Rheinland-Pfalz, phía tây nước Đức. Đô thị Hönningen có diện tích 10,02 km², dân số thời điểm ngày 31 tháng 12 năm 2006 là 1087 người.